# Che scemenza
Che scemenza è una commedia in un atto unico scritta a quattro mani da Eduardo De Filippo e la sorella Titina nel 1937. Non è mai stato però portato in scena né pubblicato. 
Il visto della censura riporta la data del 23 dicembre 1937.

## Trama
Cinque amici discutono di una commedia appena vista che tratta di uno scambio di mogli, con opinioni discordi. Stefano e Maria, 
una coppia di giovani amanti, la considera una scemenza: Luigi la esalta, Iole e Gaetano vogliono cambiare discorso. Si scoprirà alla fine che la commedia rappresenta la realtà quotidiana dei personaggi di Eduardo e Titina, tinti di una vena intimista. 